# Osiedle Stare Winogrady

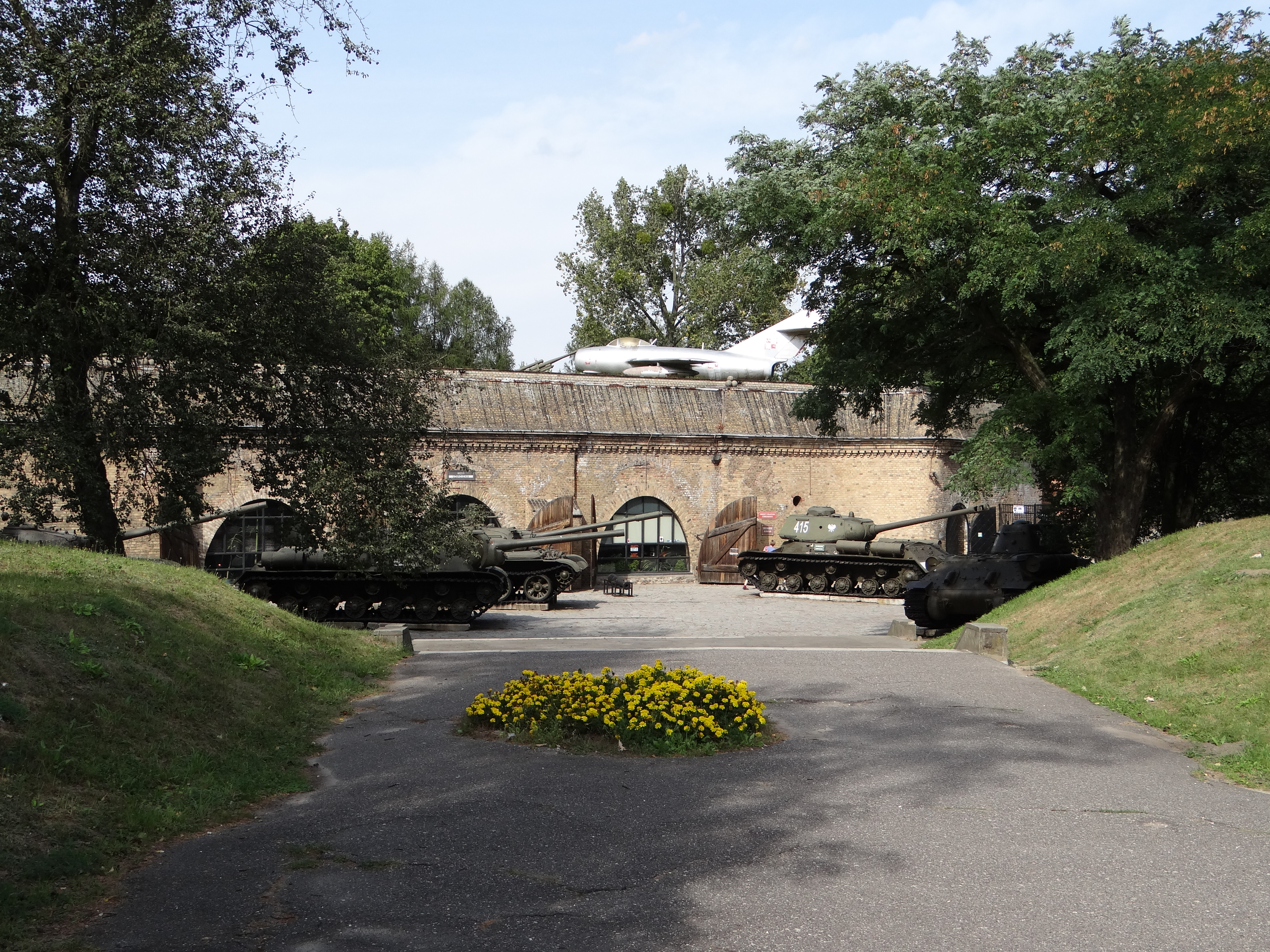
Muzeum Uzbrojenia w Parku Cytadela (2012)

Osiedle Stare Winogrady – osiedle samorządowe (jednostka pomocnicza gminy) Poznania (od 1 stycznia 2011 roku), obejmujące część Winograd.

## Granice administracyjne
Osiedle Stare Winogrady graniczy:
- z Osiedlem Winiary (granica - trasa PST)
- z Osiedlem Winogrady Południe (granica – ulica Słowiańska)
- z Osiedlem Nowe Winogrady Wschód (granica – al. Solidarności, ulica Naramowicka)
- z Osiedlem Naramowice (granica – ul. Lechicka)
- z Osiedlem Ostrów Tumski-Śródka-Zawady- Komandoria (granica – rzeka Warta)
- z Osiedlem Stare Miasto (granica - ulica Kazimierza Pułaskiego, aleja Armii Poznań)
- z Osiedlem Sołacz (granica - ulica ks. Mieszka I)

## Podział
Podział w Systemie Informacji Miejskiej
Według Systemu Informacji Miejskiej Osiedle Stare Winogrady jest podzielone na trzy jednostki obszarowe: 
- Winogrady (częściowo)
- Szeląg
- Cytadela

## Siedziba Rady Osiedla
Adres rady osiedla
Szkoła Podstawowa nr 38, ul. Romana Brandstaettera 6.

## Komunikacja
Osiedle obsługują autobusy MPK Poznań linii 167, 174, 183, 190 i 911 oraz linie nocne 214 i 224.